# Damjan Đoković
Damjan Đoković (Zagreb, 18. travnja 1990.) hrvatski je nogometaš s nizozemskim državljanstvom koji igra na poziciji središnjeg veznog. Trenutačno igra za CFR Cluj.

## Vanjske poveznice
- TuttoCalciatori
- UEFA
- Soccerway
- Statistics Football   Arhivirana inačica izvorne stranice od 24. studenoga 2018. (Wayback Machine)
- Sportnet  Arhivirana inačica izvorne stranice od 16. veljače 2021. (Wayback Machine)
- Statistike hrvatskog nogometa
- Transfermarkt
- Weltfussball